# استارکی (آرکانزاس)
استارکی (به انگلیسی: Sturkie) یک منطقهٔ مسکونی در ایالات متحده آمریکا است که در شهرستان فولتن، آرکانزاس واقع شده‌است. استارکی ۲۲۱٫۹ متر بالاتر از سطح دریا واقع شده‌است.